# Улица Роз (песня)
«У́лица Роз» — песня группы «Ария» в жанре хеви-метал. Музыка написана Виталием Дубининым (дебют в новой группе — с тех пор Виталий стал основным композитором), текст написан поэтессой Маргаритой Пушкиной. Песня впервые была выпущена в 1987 году в альбоме «Герой асфальта». Впоследствии была выпущена на всех концертных альбомах «Арии» и является одной из визитных карточек группы.

## История создания
В первом варианте текста, принесённом Маргаритой Пушкиной, девушку звали Анна. Дубинин возразил, поскольку сочетание «слышишь, Ан-на, Анна…» казалось ему не очень мелодичным — и в свою очередь предложил имя Жанна. Решили остановиться на Жанне. Этот образ не связан ни с какими житейско-бытовыми реалиями музыкантов, и уж тем более не с Жанной д’Арк, хотя по словам Виталия, именно Жанной звали одну его знакомую девочку, которая иногда занималась проституцией. Пушкина была уверена, что придуманный текст идеален и переделке не подлежит, но Холстинин все-таки вычеркнул вариант второго куплета со словами:

«Ты отдаёшь всё, что есть,

Тем, кто приходит в твой дом,

Но ты одинока, как перст,

Даже когда мы вдвоём…»

В 1987 году на песню «Улица роз» был смонтирован клип, состоящий из концертных записей, гастрольных будней группы, видеозаписей в студии и постановочных кадров на фоне СК «Олимпийский». Массовку создавали фанаты группы в количестве около 7000 человек.
Осенью 1988 года группа участвует с песней в отборочном туре телевизионного фестиваля «Песня-88», её выступление показывают по Первой программе Центрального телевидения, но в итоге в финал она не прошла.
Песня «Осколок льда» из альбома Арии «Химера» (2001) является продолжением «Улицы роз».

## Содержание песни
Текст довольно абстрактен и порождает множество вопросов. Из-за этого развилось множество гипотез о его истинном содержании. По наиболее вероятной из версий, песня основана на биографии французского поэта Шарля Бодлера, который был влюблён в проститутку.
Так это же Бодлер. В восемнадцать лет мамаша этого парня выгнала из дома, и юный Шарль жил с проституткой, много старше его. Днём он страстно её любил, но кушать тоже хотелось. И, когда его возлюбленная отправлялась за заработком на панель, он начинал страстно её ненавидеть.Владимир Холстинин
Другая гипотеза сводилась к тому, что увлекающийся литературой Холстинин пожелал отобразить в Жанне главную героиню романа Эльзы Триоле «Розы в кредит». Эту девушку в конце книги загрызают крысы.
Ещё одну версию озвучила Маргарита Пушкина
На самом деле все начиналось с дядьки Харриса и Брюса, есть у них «Авеню Акации, 22». Вот я и подумала: цветущую акацию у нас видели не все. Не засадить ли нашу улицу розами?Маргарита Пушкина

## Дискография песни

### Ария
- Герой асфальта (1987)
- АвАрия (1997)
- 2000 и одна ночь (1999)
- Миссия (2004)
- Все клипы (DVD, 2008)
- Live in Studio (2012)

Концертные альбомы Арии
- Сделано в России (1996)
- В поисках новой жертвы (2003)
- Живой огонь (2004)
- XX лет (записан в 2005, аудиоверсия вышла в 2021)
- Пляска ада (2007)
- Герой асфальта XX лет (2008)
- В жёлтом круге арены (2012)
- Классическая Ария (2016)
- 30 лет! Юбилейный концерт (2016)
- Гость из царства теней (2019)

### Другие исполнители
- A Tribute to Ария (Nordream feat. Маша Жукова) (2001)
- Слот — Тринити (кавер) (2007)
- Symfomania — трибьют Aria (2010), инструментальный вариант и клип
- Слот — F5 (совместно с Артуром Беркутом) (2011)
- Сергей Сергеев и Александр Воробьёв — трибьют Salto Vitale (2018)
- Crystal Viper — The Last Axeman (2022)

## Критика
В рецензии на сборник клипов «Арии» «Все клипы» (2008) музыкальный критик Денис Ступников о клипе на песню отметил: «Картинка к великолепной песне вышла не столь впечатляющей — в кадре нет вожделенной героини Жанны. Лохматая девушка, мелькающая в документальной хронике, не в счёт. Клип, кишащий наивными перестроечными реалиями, получился напыщенным по идее, но скудным по замыслу».
В 2014 году песня заняла 29-е место в список «500 лучших песен „Нашего радио“», составленного на основе выбора радиослушателей.